# Campeonato Asiático de Atletismo de 2005
A 16ª edição do Campeonato Asiático de Atletismo foi o evento esportivo organizado pela Associação Asiática de Atletismo (AAA) no Estádio Munhak de Incheon, na cidade de Incheon na Coreia do Sul entre 1 e 4 de setembro de 2005. Contou com a presença de 536 atletas de 37 nacionalidades com um total de 43 provas. 

## Medalhistas

### Masculino
| Evento                  | Ouro                                                                       | Ouro     | Prata                                                                                                   | Prata    | Bronze | Bronze    |
| ----------------------- | -------------------------------------------------------------------------- | -------- | --- | -------- | --- | --------- |
| 100 metros              | Yahya Al-Gahes · Arábia Saudita                                            | 10.39    | Shingo Suetsugu · Japão                                                                                 | 10.42    | Khalid Yousef Al-Obaidli · Catar                                                                            | 10.45     |
| 200 metros              | Hamed Hamdan Al-Bishi · Arábia Saudita                                     | 20.66    | Tatsuro Yoshino · Japão                                                                                 | 20.68    | Yang Yaozu · China                                                                                          | 20.85     |
| 400 metros              | Yuzo Kanemaru · Japão                                                      | 46.04    | Prasanna Sampath Amarasekera · Sri Lanka                                                                | 46.48    | Rohan Pradeep Kumara · Sri Lanka                                                                            | 46.52     |
| 800 metros              | Majed Saeed Sultan · Catar                                                 | 1:44.27  | Abdulrahman Sulaiman · Catar                                                                            | 1:44.73  | Sajjad Moradi Irão                                                                                          | 1:44.74   |
| 1 500 metros            | Ali Abu Bakr Kamal · Catar                                                 | 3:44.24  | Adnan Taess · Iraque                                                                                    | 3:44.57  | Nasser Shams Karim · Catar                                                                                  | 3:46.09   |
| 5 000 metros            | James Kwalia · Catar                                                       | 14:08.56 | Daham Najim Bashir · Catar                                                                              | 14:15.92 | Wu Wen-Chien · Taipé Chinesa                                                                                | 14:32.43  |
| 10 000 metros           | Essa Ismail Rashid · Catar                                                 | 29:03.60 | Moukheld Al-Outaibi · Arábia Saudita                                                                    | 29:04.85 | Ali Saadoun Al-Dawoodi · Catar                                                                              | 29:05.93  |
| 110 metros barreiras    | Liu Xiang · China                                                          | 13.30    | Shi Dongpeng\| · China                                                                                  | 13.44    | Rouhollah Askari Irão                                                                                       | 13.89     |
| 400 metros barreiras    | Hadi Soua'an Al-Somaily · Arábia Saudita                                   | 49.16    | Yevgeniy Meleshenko · Cazaquistão                                                                       | 49.18    | Zhang Shibao · China                                                                                        | 49.65     |
| 3 000 metros obstáculos | Moussa Omar Obaid · Catar                                                  | 8:33.62  | Mustafa Ahmed Shebto · Catar                                                                            | 8:40.86  | Wu Wen-Chien · Taipé Chinesa                                                                                | 8:42.96   |
| 4×100 metros estafetas  | Japão · Kazuyoshi Hidaka · Tatsuro Yoshino · Yusuke Omae · Shingo Suetsugu | 39.10    | Tailândia · Seksan Wongsala · Wachara Sondee · Ekkachai Janthana · Sittichai Suwonprateep               | 39.23    | Arábia Saudita · Farag Al-Dosari · Mubarak Ata Mubarak · Yahya Al-Ghahes · Hamed Al-Bishi · Bader Al-Ainain | 39.25     |
| 4×400 metros estafetas  | Japão · Yuki Yamaguchi · Yuzo Kanemaru · Hideo Togashi · Mitsuhiro Sato    | 3:03.51  | Sri Lanka · Rohan Pradeep Kumara · Rohitha Pushpakumara · Manura Kuranage Perera · Prasanna Amarasekara | 3:04.12  | Índia · Anil Kumar Rohil · Bhupinder Singh · Satbir Singh · Patlavath Shankar · Aboo Backer                 | 3:07.45   |
| 20 km marcha            | Lu Ronghua · China                                                         | 1:25:30  | Kim Hyun-Sup Coreia do Sul                                                                              | 1:25:41  | Zhang Hong · China                                                                                          | 1:27:14   |
| Salto em altura         | Manjula Kumara Wijesekara · Sri Lanka                                      | 2.27     | Naoyuki Daigo · Japão                                                                                   | 2.23     | Zhang Shufeng · China                                                                                       | 2.23      |
| Salto à vara            | Daichi Sawano · Japão                                                      | 5.40     | Zhang Hongwei · China                                                                                   | 5.20     | Takehito Ariki · Japão                                                                                      | 5.20      |
| Salto em comprimento    | Ahmed Fayaz Marzouk · Arábia Saudita                                       | 7.98     | Oh Sang-Won Coreia do Sul                                                                               | 7.87     | Zhou Can · China                                                                                            | 7.83      |
| Salto triplo            | Gu Junjie · China                                                          | 16.90w   | Kazuyoshi Ishikawa · Japão                                                                              | 16.88    | Kim Deok-Hyeon Coreia do Sul                                                                                | 16.78     |
| Lançamento do peso      | Khalid Habash Al-Suwaidi · Catar                                           | 19.45    | Navpreet Singh · Índia                                                                                  | 19.40    | Zhang Qi · China                                                                                            | 19.02     |
| Lançamento do disco     | Ehsan Haddadi Irão                                                         | 65.25    | Vikas Gowda · Índia                                                                                     | 62.84    | Abbas Samimi Irão                                                                                           | 59.08[nb] |
| Lançamento de martelo   | Ali Al-Zinkawi · Kuwait                                                    | 71.74    | Dilshod Nazarov · Tajiquistão                                                                           | 71.38    | Hiroaki Doi · Japão                                                                                         | 68.50     |
| Lançamento de dardo     | Li Rongxiang · China                                                       | 78.28    | Jung Sang-Jin Coreia do Sul                                                                             | 76.85    | Jagdish Kumar Bishnoi · Índia                                                                               | 74.83     |
| Decatlo                 | Pavel Andreev · Uzbequistão                                                | 7744 pts | Kim Kun-Woo Coreia do Sul                                                                               | 7694 pts | Hiromasa Tanaka · Japão                                                                                     | 7351 pts  |

- nb  O medalhista de bronze original foi Anil Kumar, foi desqualificado por doping. [2]

### Feminino
| Evento                 | Ouro                                                                                      | Ouro     | Prata                                                                                                | Prata    | Bronze                                                             | Bronze   |
| ---------------------- | ----------------------------------------------------------------------------------------- | -------- | --- | -------- | ------------------------------------------------------------------ | -------- |
| 100 metros             | Qin Wangping · China                                                                      | 11.47    | Guzel Khubbieva · Uzbequistão                                                                        | 11.56    | Liang Yi · China                                                   | 11.62    |
| 200 metros             | Damayanthi Dharsha · Sri Lanka                                                            | 23.21    | Guzel Khubbieva · Uzbequistão                                                                        | 23.43    | Ni Xiaoli · China                                                  | 23.58    |
| 400 metros             | Manjeet Kaur · Índia                                                                      | 51.50    | Satti Geetha · Índia                                                                                 | 51.75    | Asami Tanno · Japão                                                | 52.91    |
| 800 metros             | Miho Sugimori · Japão                                                                     | 2:01.84  | Santhi Soundarajan · Índia                                                                           | 2:04.01  | Zamira Amirova · Uzbequistão                                       | 2:04.22  |
| 1 500 metros           | Miho Sugimori · Japão                                                                     | 4:12.69  | Svetlana Lukasheva · Cazaquistão                                                                     | 4:13.83  | Yuriko Kobayashi · Japão                                           | 4:14.15  |
| 5 000 metros           | Bai Xue · China                                                                           | 15:40.89 | Lee Eun-Jung Coreia do Sul                                                                           | 15:41.67 | Yumi Sato · Japão                                                  | 15:47.14 |
| 10 000 metros          | Bai Xue · China                                                                           | 33:34.74 | Yumi Sato · Japão                                                                                    | 33:42.11 | Ham Bong-Sil · Coreia do Norte                                     | 34:35.30 |
| 100 metros barreiras   | Su Yiping · China                                                                         | 13.30    | Lee Yeon-Kyoung Coreia do Sul                                                                        | 13.38    | Kumiko Ikeda · Japão                                               | 13.54    |
| 400 metros barreiras   | Huang Xiaoxiao · China                                                                    | 55.63    | Noraseela Khalid · Malásia                                                                           | 56.39    | Makiko Yoshida · Japão                                             | 56.85    |
| 4×100 metros estafetas | Tailândia · Sangwan Jaksunin · Orranut Klomdee · Juthamas Thavoncharoen · Nongnuch Sanrat | 44.18    | China · Jiang Zhiying · Liang Yi · Ni Xiaoli · Qin Wangping                                          | 44.24    | Japão · Tomoko Ota · Sakie Nobuoka · Yuka Sato · Rina Fujimaki     | 44.85    |
| 4×400 metros estafetas | Índia · Rajwinder Kaur · Sathi Geetha · Chitra K. Soman · Manjeet Kaur                    | 3:30.93  | Cazaquistão · Natalya Torshina-Alimzhanova · Anna Gavriushenko · Tatyana Roslanova · Olga Tereshkova | 3:32.61  | Japão · Satomi Kubokura · Asami Tanno · Mayu Kida · Makiko Yoshida | 3:33.54  |
| 20 km marcha           | He Dan · China                                                                            | 1:34:25  | Tang Yinghua · China                                                                                 | 1:34:50  | Svetlana Tolstaya · Cazaquistão                                    | 1:36:39  |
| Salto em altura        | Tatyana Efimenko · Quirguistão                                                            | 1.92     | Jing Xuezhu · China                                                                                  | 1.92     | Anna Ustinova · Cazaquistão                                        | 1.84     |
| Salto à vara           | Gao Shuying · China                                                                       | 4.53     | Chang Ko-Hsin · Taipé Chinesa                                                                        | 4.10 =   | Roslinda Samsu · Malásia                                           | 4.10     |
| Salto em comprimento   | Anju Bobby George · Índia                                                                 | 6.65     | Marestella Torres · Filipinas                                                                        | 6.63     | Kumiko Ikeda · Japão                                               | 6.52     |
| Salto triplo           | Xie Limei · China                                                                         | 14.38    | Anastasiya Zhuravlyeva · Uzbequistão                                                                 | 14.14    | Huang Qiuyan · China                                               | 13.75    |
| Lançamento do peso     | Li Meiju · China                                                                          | 18.64    | Zhang Guirong Singapura                                                                              | 18.57    | Li Ling · China                                                    | 18.04    |
| Lançamento do disco    | Song Aimin · China                                                                        | 65.15    | Sun Taifeng · China                                                                                  | 59.09    | Krishna Poonia · Índia                                             | 57.67    |
| Lançamento de martelo  | Zhang Wenxiu · China                                                                      | 70.05    | Gu Yuan · China                                                                                      | 63.89    | Yuka Murofushi · Japão                                             | 62.62    |
| Lançamento de dardo    | Park Ho-Hyun Coreia do Sul                                                                | 55.58    | Lee Young-Sun Coreia do Sul                                                                          | 55.29    | Anne Maheshi De Silva · Sri Lanka                                  | 54.86    |
| Heptatlo               | Soma Biswas · Índia                                                                       | 5377 pts | Sushmitha Singha Roy · Índia                                                                         | 5308 pts | Watcharaporn Masim · Tailândia                                     | 5279 pts |

## Quadro de medalhas
| Ordem | País            | Medalha de ouro | Medalha de prata | Medalha de bronze | Total |
| ----- | --------------- | --------------- | ---------------- | ----------------- | ----- |
| 1     | China           | 15              | 7                | 10                | 32    |
| 2     | Japão           | 6               | 5                | 12                | 23    |
| 3     | Catar           | 6               | 3                | 3                 | 11    |
| 4     | Índia           | 4               | 5                | 3                 | 12    |
| 5     | Arábia Saudita  | 4               | 1                | 1                 | 6     |
| 6     | Sri Lanka       | 2               | 2                | 2                 | 6     |
| 7     | Coreia do Sul   | 1               | 7                | 1                 | 9     |
| 8     | Uzbequistão     | 1               | 3                | 1                 | 5     |
| 9     | Tailândia       | 1               | 1                | 1                 | 3     |
| 10    | Irão            | 1               | 0                | 3                 | 4     |
| 11=   | Quirguistão     | 1               | 0                | 0                 | 1     |
| 11=   | Kuwait          | 1               | 0                | 0                 | 1     |
| 13    | Cazaquistão     | 0               | 3                | 2                 | 5     |
| 14    | Taipé Chinesa   | 0               | 1                | 2                 | 3     |
| 15    | Malásia         | 0               | 1                | 1                 | 2     |
| 16=   | Iraque          | 0               | 1                | 0                 | 1     |
| 16=   | Filipinas       | 0               | 1                | 0                 | 1     |
| 16=   | Singapura       | 0               | 1                | 0                 | 1     |
| 16=   | Tajiquistão     | 0               | 1                | 0                 | 1     |
| 20    | Coreia do Norte | 0               | 0                | 1                 | 1     |
| Total | Total           | 43              | 43               | 43                | 129   |

## Participantes
- Afeganistão (2)
- Brunei (2)
- Camboja (2)
- China (50)
- Taipé Chinesa (22)
- Hong Kong (12)
- Índia (41)
- Indonésia (5)
- Irão (11)
- Iraque (7)
- Japão (69)
- Cazaquistão (33)
- Kuwait (13)
- Quirguistão (7)
- Laos (1)
- Líbano (4)
- Macau (6)
- Malásia (16)
- Maldivas (1)
- Mongólia (2)
- Coreia do Norte (7)
- Omã (6)
- Paquistão (7)
- Filipinas (14)
- Catar (17)
- Arábia Saudita (22)
- Singapura (11)
- Coreia do Sul (63)
- Sri Lanka (28)
- Síria (4)
- Tajiquistão (3)
- Tailândia (26)
- Timor-Leste (2)
- Uzbequistão (9)
- Vietname (11)

Legenda
| Recorde mundial       | Recorde mundial (World record)               |                       | Recorde africano                      | Recorde africano (African) |                                           | Q | Classificado por posição (Qualified) |
| Recorde do campeonato | Recorde do campeonato (Championship record)  | Recorde da América    | Recorde da América (Americas)         | q                          | Classificado por melhor tempo (Qualified) |   |                                      |
| Melhor marca do ano   | Melhor marca do ano (World leading)          | Recorde asiático      | Recorde asiático (Asian)              | DNS                        | Não largou (Did not start)                |   |                                      |
| Recorde nacional      | Recorde nacional (National record)           | Recorde europeu       | Recorde europeu (European)            | DNF                        | Não terminou (Did not finish)             |   |                                      |
| Recorde pessoal       | Recorde pessoal do atleta (Personal best)    | Recorde da Oceania    | Recorde da Oceania (Oceania)          | DSQ / DQ                   | Desclassificado (Disqualified)            |   |                                      |
| Recorde da temporada  | Recorde da temporada do atleta (Season best) | Recorde sul-americano | Recorde sul-americano (South America) | NM                         | Sem marca (No mark)                       |   |                                      |